# Vlasta Pokorná-Depetrisová
Vlasta Pokorná-Depetrisová, född 1920, död 2003, var en tjeckoslovakisk bordtennisspelare och världsmästare i singel, dubbel och lag.
Hon spelade sitt första VM 1936 och 1948, 12 år senare sitt 6:e och sista.
Under sin karriär tog hon 14 medaljer i Bordtennis VM; 4 guld, 5 silver och 5 brons. Den tyngsta titeln var den i singel 1939. 

## Meriter
- Bordtennis VM
  - 1936 i Prag
    - 2:a plats dubbel (med Vera Votrubcová)

  - 1937 i Baden (Niederösterreich)
    - 1:a plats dubbel (med Vera Votrubcová)
    - 3:e plats med det tjeckoslovakiska laget

  - 1938 i London
    - 2:a plats singel
    - 1:a plats dubbel (med Vera Votrubcová)
    - 1:a plats med det tjeckoslovakiska laget

  - 1939 i Kairo
    - 1:a plats singel
    - 3:e plats dubbel (med Vera Votrubcová)
    - 2:a plats med det tjeckoslovakiska laget

  - 1947 i Paris
    - 2:a plats mixed dubbel (med Adolf Šlár)
    - 3:e plats med det tjeckoslovakiska laget

  - 1948 i London
    - 3:e plats singel
    - 2:a plats mixed dubbel (med Bohumil Váňa)
    - 3:e plats med det tjeckoslovakiska laget